# 枣碧乡
枣碧乡，是中华人民共和国四川省南充市阆中市曾经下辖的一个乡。2019年10月，撤销北门乡和枣碧乡，将其所属行政区域划归思依镇管辖。

## 行政区划
枣碧乡撤销前下辖以下地区：
青林山社区、松林塘村、青河村、杨家河村、周公寨村和大梁山村。